# Силини (станция)
Си́лини (латыш. Siliņi, Siliņu stacija) — бывшая железнодорожная станция на узкоколейной линии Латвийской железной дороги, соединявшей посёлки Виесите, Нерета, Даудзева, Акнисте с городом Екабпилс.

## История
Станция была открыта на возникшей в годы Первой мировой войны военно-полевой дороге, построенной германскими войсками для улучшения фронтового снабжения своих войск в Селии.
Удобно располагалась в месте соединения идущей через Виесите разветвляющейся линии Скапишкис — Екабпилс и идущей через Эглайне линии Пасмалве — Екабпилс.
От станции поезда следовали по направлению Екабпилс, Нерета, Акнисте и Элкшни. На момент открытия станция называлась Бушгоф (Бушхоф), по находящейся невдалеке усадьбе (ныне часть населённого пункта Биржи) с тем же именем. В 1919 году была переименована в Силини.
|  |

Здание вокзала и жилой барак были построены из подручного строительного материала около 1925 года на месте разрушенного во время войны небольшого паровозного депо. В дальнейшем станция обслуживала перепрофилированную для хозяйственных нужд узкоколейную дорогу и просуществовала до полной ликвидации Виеситских полевых железных дорог в 1972 году.